# Calvin Greenaway
Calvin Greenaway (ur. 11 maja 1948, zm. 14 stycznia 2016 w Pembroke Pines) – lekkoatletka, pochodzący z Antigui i Barbudy, specjalizujący się w biegach sprinterskich i skoku w dal.
Reprezentował swój kraj na Letnich Igrzyskach Olimpijskich 1976, odpadając w eliminacjach sztafety 4 × 100 metrów i skoku w dal.